# Acacia limae
Acacia limae é uma espécie de leguminosa do gênero Acacia, pertencente à família Fabaceae.